# Новотаврійське
Новотаврійське — селище в Україні, у Комишуваській селищній громаді Запорізького району Запорізької області. Населення становить 1069 осіб. До 2016 року орган місцевого самоврядування — Новотавричеська сільська рада.

## Географія
Селище Новотаврійське розташоване за 18 км від селища Комишуваха, за 0,5 км від села Новостепнянське. Поруч пролягає залізнична лінія Запоріжжя II — Пологи, станція Кирпотине (за 1 км). Навколо селища знаходяться декілька масивів присадибних ділянок. Відстань до міста Оріхів — 46 км.

## Історія
Село засноване у 1903 році.
7 (20) листопада 1917 року, відповідно до Третього Універсалу Української Центральної Ради, увійшло до складу Української Народної Республіки.
10 серпня 2016 року Новотавричеська сільська рада, в ході децентралізації, об'єднана з Комишуваською селищною громадою.
12 червня 2020 року, відповідно до Розпорядження Кабінету Міністрів України від № 713-р «Про визначення адміністративних центрів та затвердження територій територіальних громад Запорізької області», увійшло до складу Комишуваської селищної громади.
19 липня 2020 року, в результаті адміністративно-територіальної реформи та ліквідації Оріхівського району, селище увійшло до складу Запорізького району.

5 червня 2025 року Постановою Верховної Ради України №4483-ІХ «Про перейменування окремих населених пунктів, назви яких містять символіку російської імперської політики або не відповідають стандартам державної мови» селище Новотавричеське перейменовано на Новотаврійське. 
6 травня 2022 року російськими окупантами скоєно черговий військовий злочин: обстріляно мирний населений пункт  селище Новотавричеське. В результаті обстрілу близько 20 будинків зазнали пошкоджень різного ступеня
23 жовтня 2022 року, о 00:47, окупанти завдали три ракетних удари із застосуванням ЗРК С-300 по селищу Новотавричеське. Пошкоджено місцеву гімназію та приватні будинки.
7 грудня 2022 року, вночі, російські терористи підступно обстріляли село Новотавричеське. 
Внаслідок вибуху ракети Х-59 зруйновано один будинок, ще 10 домівок пошкоджені.

## Економіка
- ТОВ «Новотаврійське».

## Об'єкти соціальної сфери
- Новотавричеська гімназія.
- Дитячий дошкільний навчальний заклад.
- Фельдшерсько-акушерський пункт.

## Релігія
- Храм преподобного Сергія Радонезького.